# 解放俄罗斯人民委员会
解放俄罗斯人民委员会（俄语：Комитет освобождения народов России）是由来自苏联（主要是俄羅斯人）的与纳粹合作的军事和民事人员组成的委员会。该组织由纳粹德国在1944年11月14日于波希米亞和摩拉維亞保護國的布拉格成立。纳粹德国向同盟国投降后，解放俄罗斯人民委员会停止运转。